# Grīziņkalns
Grīziņkalns es un barrio de la ciudad de Riga, Letonia.

## Superficie
Posee una superficie de 1,517 kilómetros cuadrados (151,7 hectáreas).

## Población
Hasta 2021 presentaba una población de 11 845 habitantes, con una densidad de población de 7808,1 habitantes por kilómetro cuadrado.

## Transporte

### Rutas
- Autobús: 1, 3, 5, 6, 13, 14, 16, 21, 47, 49, 50, 51, 52.[1]
- Trolebús: 5, 11, 12, 13, 14, 17, 18, 22, 23.[1]
- Tranvía: 1, 3.[1]
- Autobús expreso: 370.[1]